# Cultura de la cerámica coloreada de ocre

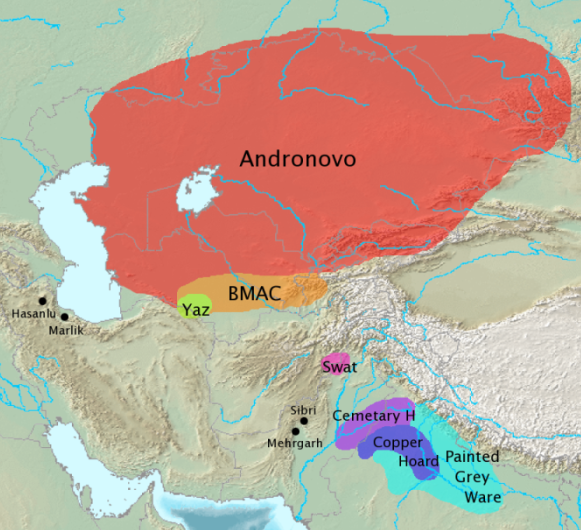
Culturas arqueológicas asociadas con la cultura de los depósitos de cobre (según la enciclopedia EIEC (Enciclopedia de cultura indoeuropea):
- cultura Andrónovo,
- cultura Yaz,
- cultura BMAC (complejo arqueológico Bactria Margiana),
- cultura del río Swat,
- cultura del Cementerio H,
- copper hoard (cultura de los depósitos de cobre)
- painted grey ware (cultura de la alfarería gris).

La cultura de la cerámica coloreada de ocre (OCP: ochre coloured pottery) es una cultura de la Edad de Bronce (II milenio a. C.) en la llanura indogangética (llanura de los ríos Ganges y Yamuna).
Se trata de una cultura contemporánea y sucesora de la cultura del valle del Indo.
La cultura de la alfarería ocre fue la última etapa de la Edad de Bronce en el norte de la India y fue sucedida por la cultura de la cerámica negra y roja y la cultura de la cerámica gris pintada.
En 1950 se descubrió un nuevo tipo de alfarería en excavaciones en dos sitios arqueológicos correspondientes a la cultura de los depósitos de cobre en el estado de Uttar Pradesh:
- Bisauli (en Badaun) y
- Rashpur Pursu (en Bijnor).[2]

Otros ejemplares de esta cerámica se encontraron cerca de Yodhpur (en Rayastán) y datan del III milenio a. C.
(Esta ciudad de Yodhpura está situada en el distrito de Yaipur y no se debe confundir con la ciudad de Yodhpur).
La cultura llegó a la llanura del Ganges desde el noroeste a principios del II milenio a. C.
La cultura de la cerámica ocre floreció entre el 2000 y el 1500 a. C. en una amplia región entre Maiapur (en el distrito SajaRampur, en Uttar Pradesh) y Saipai (en el distrito de Etawah). Esta cerámica está hecha de una arcilla de grano medio y quemada al fuego, y tiene un lavado de ocre anaranjado a rojo y tiene tendencia a manchar. En los sitios se encuentran principalmente objetos de cerámica: frascos, botellas, cuencos, ollas, cuencos, brazaletes de terracota, figuras de animales, cuentas de cornalina, ruedas de carro de piedra y manos de mortero. Posiblemente se cultivaba arroz, cebada, garbanzos y kesari (¿azafrán?).

## Cultura de los depósitos de cobre
El término «depósitos de cobre» se refiere a diferentes conjuntos de artefactos de cobre en las zonas del norte del subcontinente indio, que se cree que datan desde el II milenio a. C. Unos pocos se derivan de excavaciones controladas y varios grupos regionales diferentes son identificables: el sur de Jariana y norte del estado de Rayastán, la llanura del Ganges y del Yamuna, Chota Nagpur, y el estado de Madhia Pradesh, cada uno con sus tipos de objetos característicos.
Inicialmente, los depósitos de cobre eran conocidos en su mayoría de la doab (región entre dos ríos) del Ganges y el Yamuna, y la mayoría de las caracterizaciones se basan en este material.
Artefactos de cobre son características del sur de Haryana y el norte de Rayastán incluyen hachas planas (celtas), arpones, hachas dobes y espadas de doble empuñadura.
El doab tiene un repertorio relacionado.
Los artefactos de la zona de Chota Nagpur son muy diferentes, se asemejan a lingotes y son de carácter votivo.
La materia prima puede haber derivado de una variedad de fuentes, en
- Bengala Occidental
- Bijar
- Madhia Pradesh (Malanjkhand).
- Orissa (especialmente Singhbhum).
- Rayastán (Khetri).

## Relaciones culturales sin resolver
Algunos estudiosos consideran a la civilización de la alfarería pintada de ocre como la continuación tardía o empobrecida de la cultura Harappa (la cultura del valle del río Indo), mientras que otros lo ven como una cultura indígena no relacionada con Harappa.
V. N. Misra (en S. P. Gupta, 1995: 140) se refiere a la OCP como "solo una fase final y empobrecida de la cultura Harappa tardía" y la designa como "Harappa degenerada".
Junto con la cultura del Cementerio H y la cultura de las tumbas de Gandhara, algunos estudiosos creen que esta cultura de alfarería pintada ocre fue un factor en la formación de la civilización védica (que aproximadamente en el 1500 a. C. produjo el Rig-veda, el texto más antiguo de la literatura de la India).